# Cambridge (Idaho)
Cambridge város az USA Idaho államában, Washington megyében. Lakosainak száma 335 fő (2020. április 1.).

## Népesség
A település népességének változása:

| 2010 | 328 |
| 2020 | 335 |